# Iwan Samojłow
Iwan Michajłowicz Samojłow (ros. Иван Михайлович Самойлов, ur. 1912 we wsi Bielenino w obwodzie smoleńskim, zm. 11 lutego 1940) – radziecki wojskowy, porucznik, Bohater Związku Radzieckiego (1940).

## Życiorys
Miał wykształcenie niepełne średnie, w 1934 został powołany do Armii Czerwonej, po odbyciu służby pracował jako przewodniczący kołchozu, w 1939 ponownie wcielony do armii. Ukończył kursy średniej kadry dowódczej, we wrześniu 1939 uczestniczył w agresji ZSRR na Polskę, później podczas wojny z Finlandią 1939–1940 walczył na Przesmyku Karelskim jako dowódca kompanii w stopniu porucznika. Wyróżnił się w walce stoczonej 11 lutego 1940, w której powstrzymał fiński kontratak, zniszczył fiński bunkier wraz z załogą, a następnie zginął. Uchwałą Prezydium Rady Najwyższej ZSRR z 21 marca 1940 otrzymał pośmiertnie tytuł Bohatera Związku Radzieckiego i Order Lenina.